# Fritz Kampers
Fritz Kampers, född 14 juli 1891 i München, Kejsardömet Tyskland, död 1 september 1950 i Garmisch-Partenkirchen, Bayern, Västtyskland, var en tysk skådespelare. Kampers som filmdebuterade på 1910-talet medverkade fram till 1950 i långt över 250 filmer.

## Filmografi, urval
- 1924 – Livets karusell
- 1927 – Deutsche Frauen – Deutsche Treue
- 1928 – Inga spår efter gärningsmannen
- 1928 – Fräulein Chauffeur
- 1929 – Fräulein Fähnrich
- 1930 – Kärlek och bensin
- 1930 – Västfronten 1918
- 1931 – Kamratskap
- 1931 – Storm över Atlanten
- 1932 – En glimt av himlen
- 1932 – Storstadsnätter
- 1940 – Stjärnan från Rio
- 1941 – Kärleksduellen